# جائزة فرنسا الكبرى للدراجات النارية 2018
جائزة فرنسا الكبرى للدراجات النارية 2018 هو سباق دراجات نارية أقيم بتاريخ 20 مايو 2018 في لو مان، فرنسا. كان الجولة الخامسة من أصل 19 في سباق الجائزة الكبرى للدراجات النارية موسم 2018. فاز مارك ماركيث بفئة الموتو جي بي بينما جاء دانيلو بيتروتشي في المركز الثاني وحصل على المركز الثالث فالنتينو روسي. فاز بفئة الموتو 2 الإيطالي فرانشيسكو بانيا بينما فاز بفئة الموتو 3 الإسباني ألبرت أريناس.